# Сан-Микеле-ин-Боско
Монастырь Сан-Микеле-ин-Боско (итал. Il monastero di San Michele in Bosco — монастырь Святого Михаила в лесах; по-болонски San Michêl in Bôsc) — бывшее оливетанское аббатство в городе Болонья, расположенное на холме недалеко от исторического центра города.
Комплекс состоит из церкви Сан-Микеле-ин-Боско и прилегающего к ней монастыря, позднее резиденции короля Италии, выкупленной в 1880 году хирургом Франческо Риццоли и переданной в дар провинции Болонья для создания центра, специализирующегося на ортопедии, нынешнего Ортопедического института Риццоли.

## История
На месте средневековых монастырских построек в 1364 году по приказу папы Урбана V поселились монахи-оливетанцы. После разрушения церкви в 1430 году её перестраивали, завершив к 1523 году. Фасад в стиле итальянского Возрождения является работой феррарского архитектора Бьяджо Россетти и его учеников, а мраморный портал — работы Бальдассаре Перуцци. Церковь представляет собой однонефное сооружение с четырьмя боковыми капеллами и трансептом.
В церкви находится орган, построенный в 1524—1526 годах Джованни Баттистой Факкетти и впоследствии неоднократно перестраивавшийся. Расположенный на хорах, он оформлен в 1525 году богато украшенным деревянным корпусом Фра Раффаэле да Брешиа.
В период наполеоновской оккупации несколько произведений искусства были вывезены во Францию. Согласно каталогу, опубликованному в «Бюллетене французского искусства» в 1936 году, из 31 произведения искусства, вывезенного в июле 1796 года из Болоньи во Францию, только 16 вернулись в Италию после Венского конгресса. Некоторые произведения погибли, в том числе картина Гверчино «Святой Бернардо, получающий устав от Девы Марии»: она хранилась во Франции, в Бордо, но была уничтожена во время пожара в 1871 году.
Одной из самых необычных особенностей комплекса является восьмиугольный монастырь, уникальный в монастырской панораме Болоньи, построенный позднее церкви по проекту Фьорини между 1602 и 1603 годами, расписанный фресками Лодовико Карраччи и некоторыми из его учеников.Известно также, что в 1539—1540 годах Джорджо Вазари написал несколько фресок и три картины для трапезной (одна из которых была утрачена, а две другие были переданы в Национальную пинакотеку в Болонье), а в 1567 году было достроено боковое крыло дормитория. Заканчивал строительство Пьетро Фьорини, который завершил лестницу в 1588 году, клуатр (позднее украшенный Чезаре Бальони) в 1590 году и гостевой дом в 1592 году.
Монументальный коридор архитектурного комплекса Сан-Микеле-ин-Боско вместе со знаменитой башней Азинелли порождают известную иллюзию восприятия, известную как «эффект телескопа». Иллюзия заключается в парадоксальном зрительном увеличении башни, которое происходит, когда наблюдатель удаляется от неё, отступая в коридор. И наоборот, башня кажется меньше, когда наблюдатель приближается к ней по коридору.

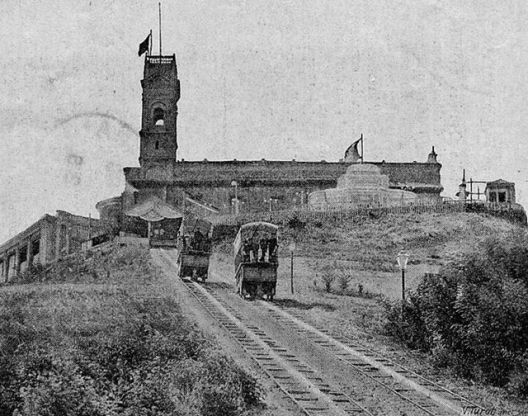
Фуникулёр монастыря. 1888
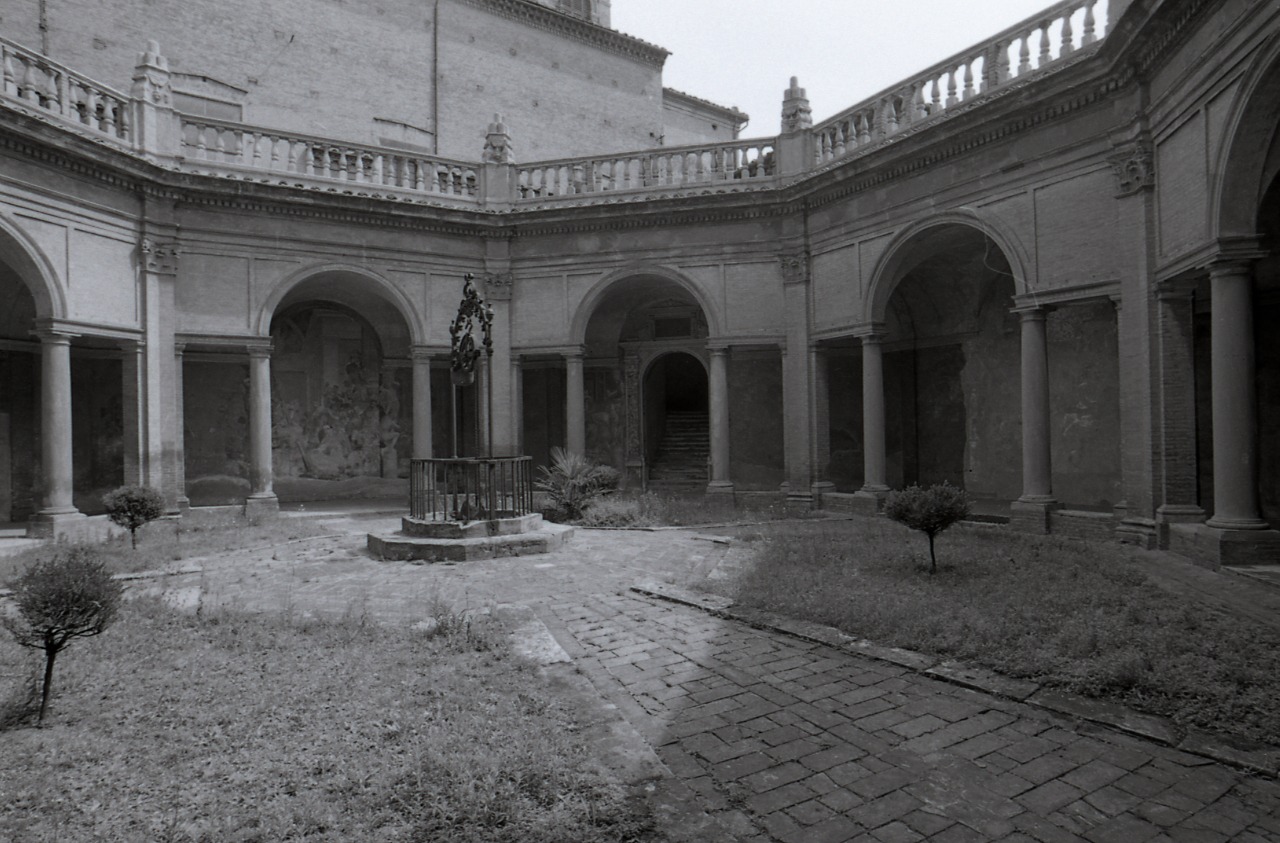
Кьостро (клуатр) монастыря. Фотография Паоло Монти. 1971
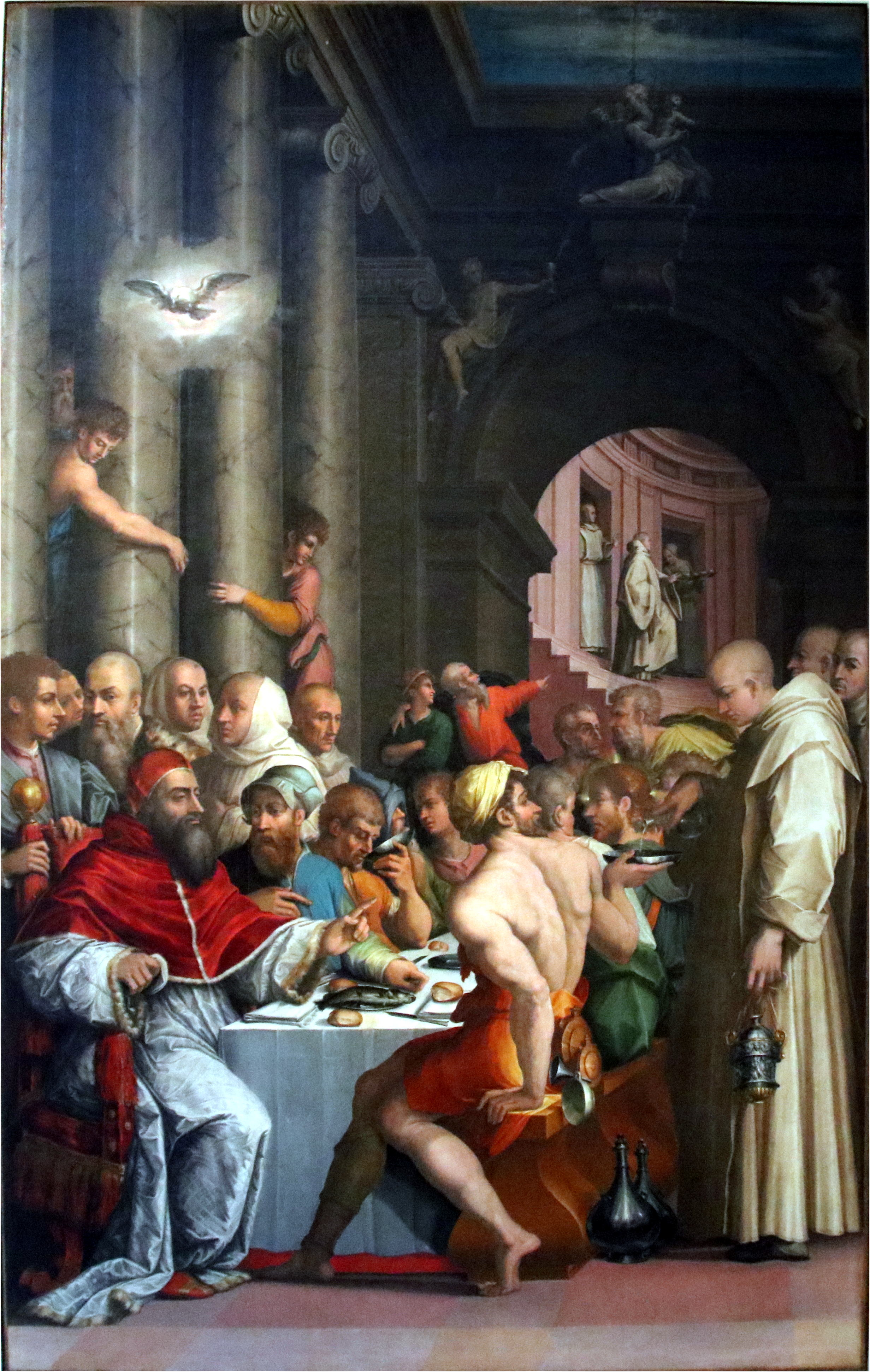
Джорджо Вазари. Ужин Григорий I (папа римский) Святого Григория Великого. 1539–1540. Фреска трапезной монастыря
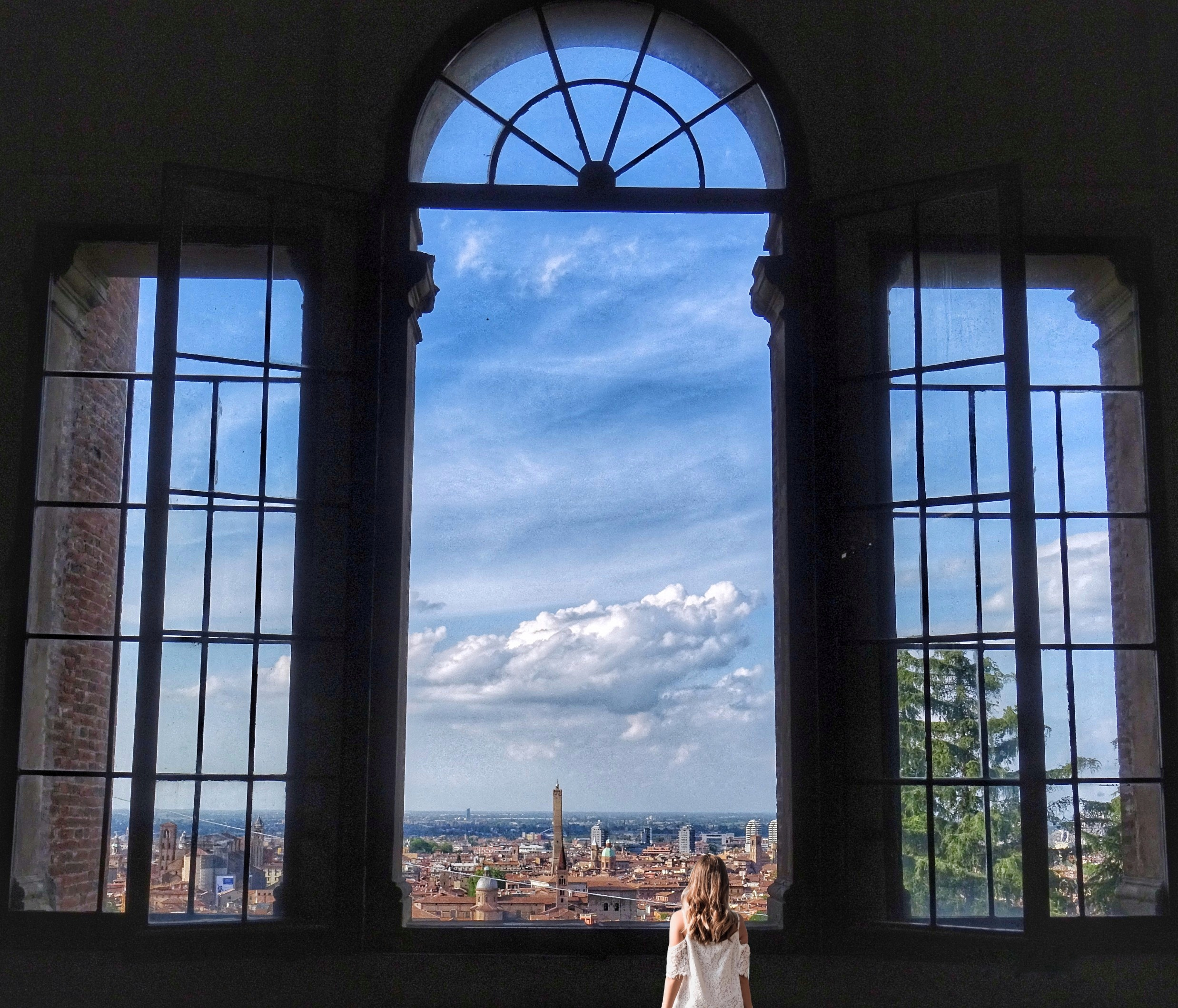
Вид на башню Азинелли из окна коридора
«Телескоп Болоньи»